# Nowoukrajinka
Nowoukrajinka (ukrainisch Новоукраїнка; russisch Новоукраинка Nowoukrainka) ist eine Stadt unter Rajonsverwaltung in der Oblast Kirowohrad, Ukraine mit 15.885 Einwohnern.

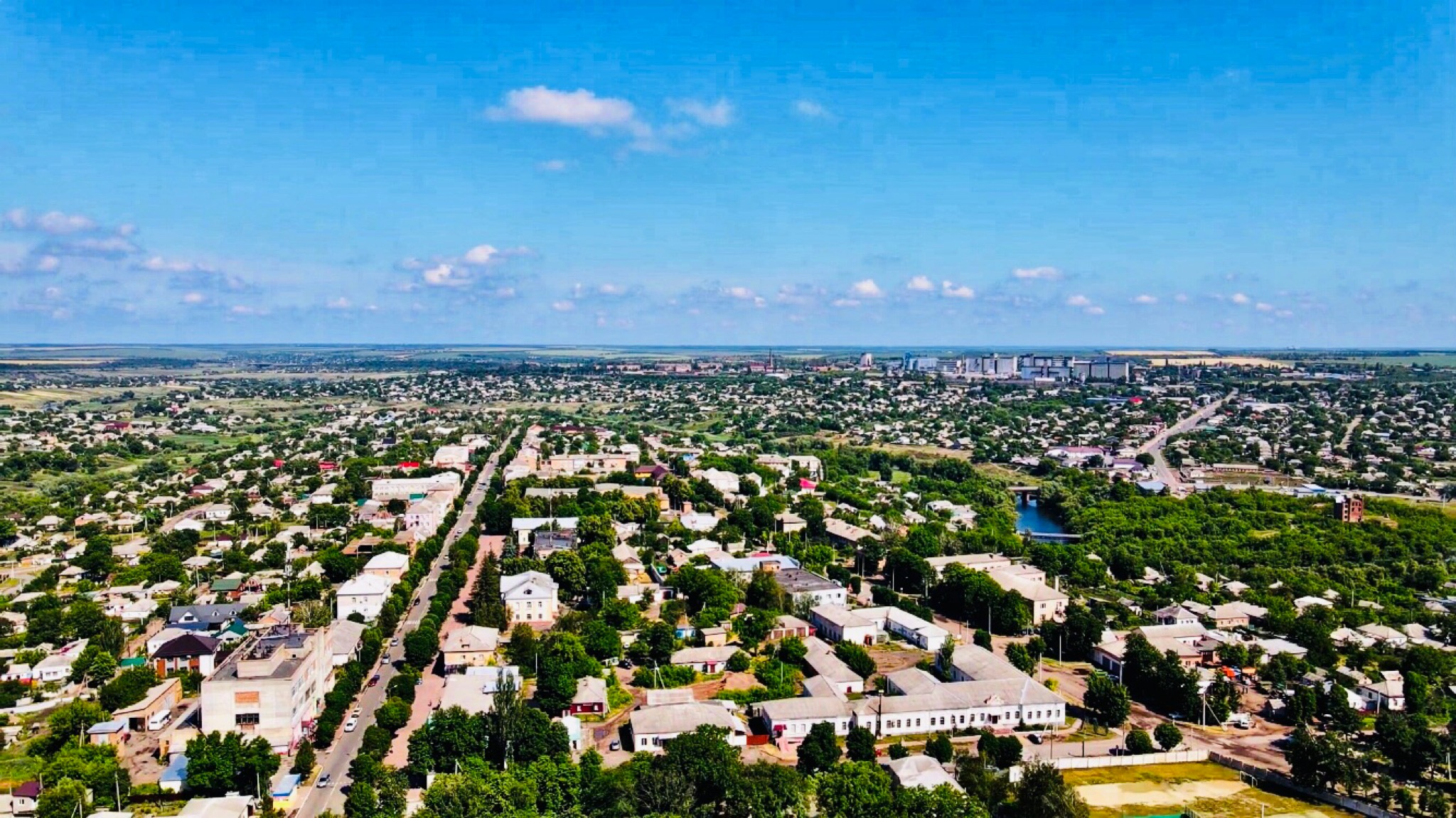
Blick über den Ort

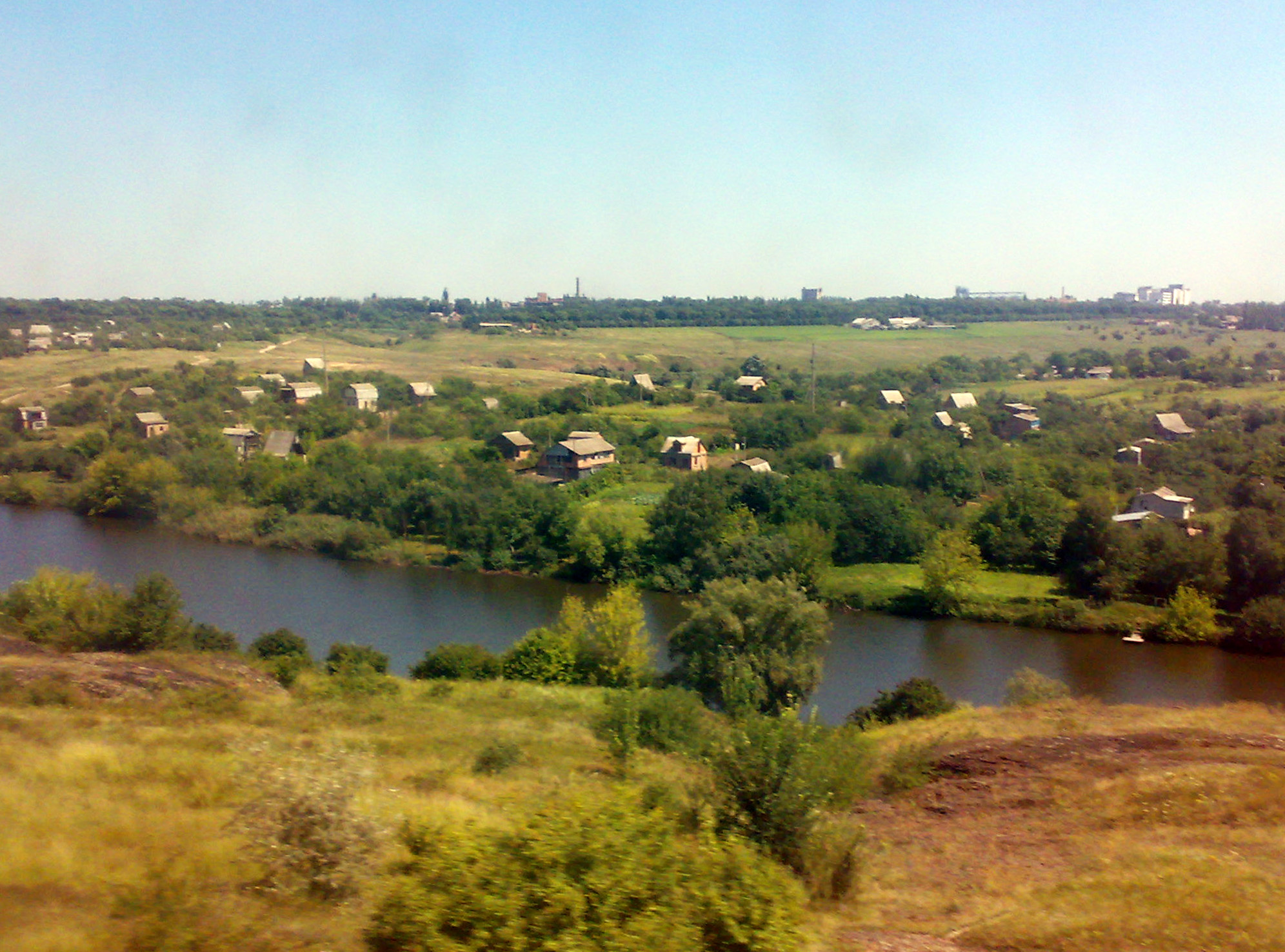
Blick auf Teile des Ortes

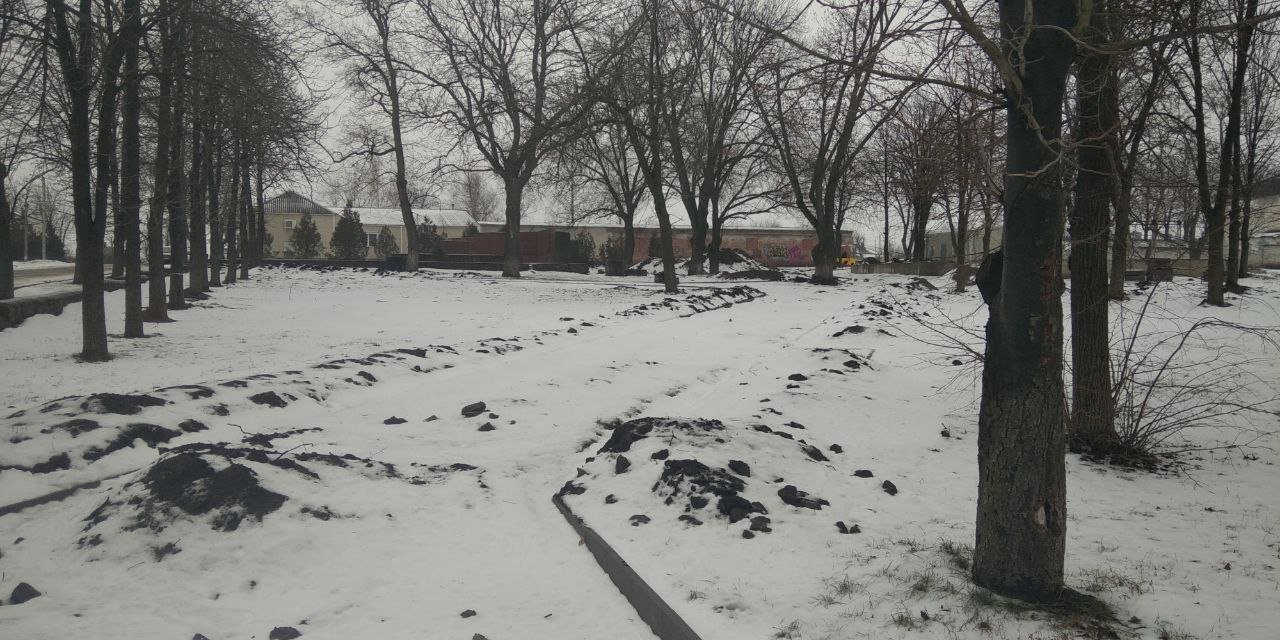
Park in der Stadt

Sie befindet sich am Fluss Tschornyj Taschlyk im Zentralteil der Oblast 69 km südwestlich des Oblastzentrums Kropywnyzkyj.

## Geschichte

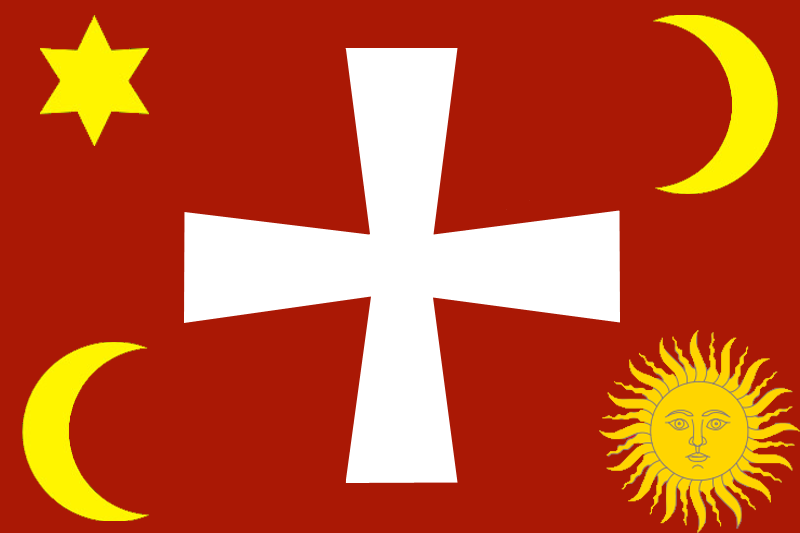
Die Flagge der Sapiroger Kosaken

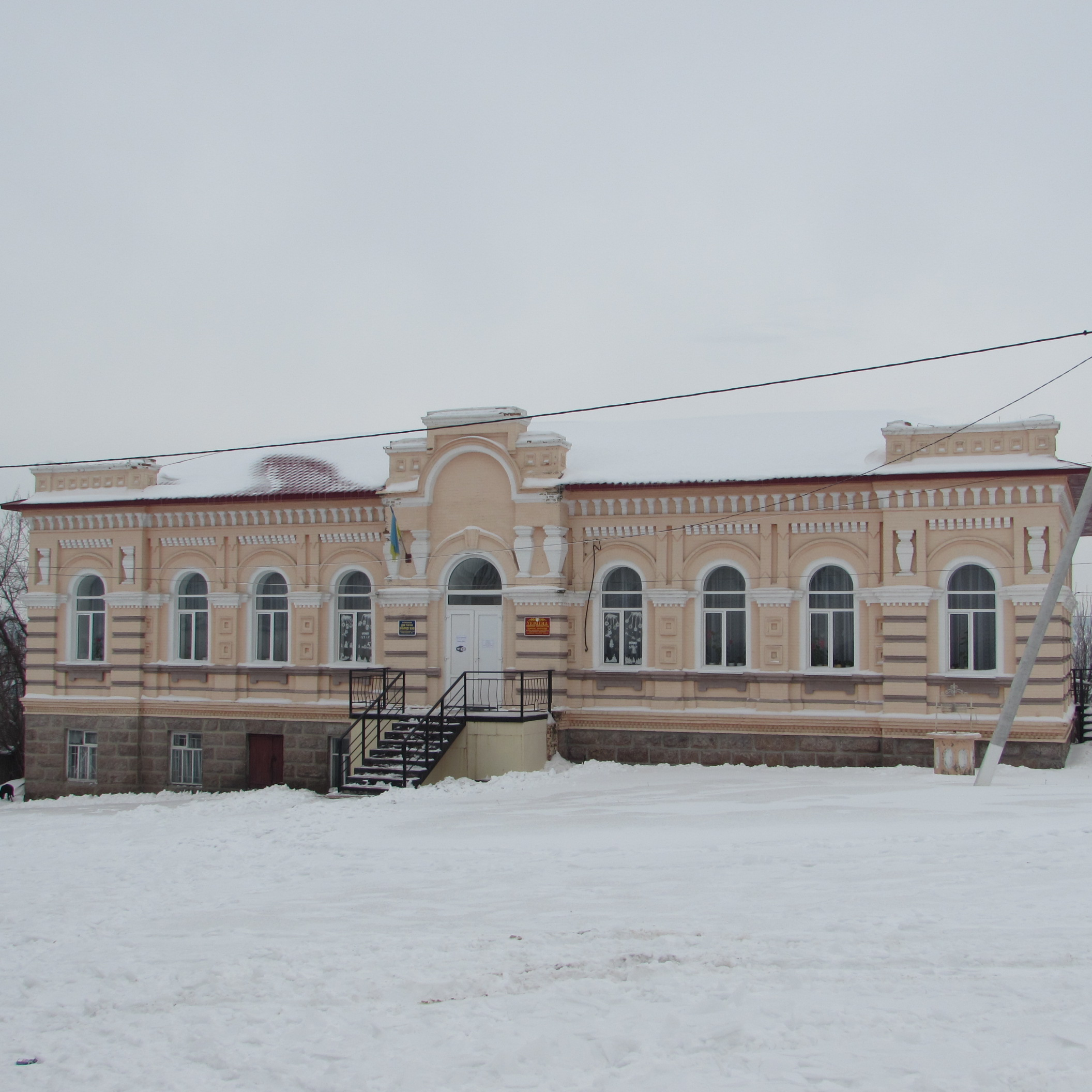
Historisches Gebäude

Das Gebiet der modernen Stadt war Teil des westlichen Teils der Besitztümer von Saporoger Sitsch und gehörte zur Bugogard-Palanke (eine Palanke ist eine Verwaltungseinheit der Kosakenarmee). Tatsächlich ist dieses Gebiet seit vielen Jahrhunderten Teil des Wildes Feld.
Mit Beginn des russisch-türkischen Krieges von 1768 bis 1774 wurde nach dem „Projekt“ des Kommandeurs der 2. russischen Armee, Graf Pjotr Iwanowitsch Panin, die Pawlowsker Schanze mit der Unterbringung der ersten Kompanie und des Hauptquartiers der Moldauisches Husaren-Siedlerregiment, gebildet von Kapitän Zverev aus Moldawiern.
Die gleiche Festung Swartz Tashlyk wurde am rechten Ufer des Flusses Black Tashlyk errichtet. Praktisch beide Befestigungen mit jeweils zehn Kanonen auf den Schäften bildeten einen ernstzunehmenden Verteidigungsknoten. Um sie herum wurden gleichnamige Siedlungen errichtet, die zum Kern der Entstehung der modernen Stadt Novoukrayinka wurden.
Im Juni 1774 bemerkte der Akademiker Johann Güldenstedt, der im Gouverneursamt von Elizavetgrad reiste: „Bis 1769 war das Gebiet verlassen, im selben Jahr wurde eine Siedlung gegründet, die heute das Verwaltungszentrum des moldauischen Regiments ist.“
Nach der Errichtung militärischer Siedlungen im Süden der Ukraine wurde Nowopawliwsk 1821 in einen Teil der 3. Ukrainischen Ulanendivision überführt und hier befand sich das Hauptquartier des 1. Ukrainischen Ulanenregiments, sodass diese Position 1832 in Nowoukrainka umbenannt wurde.
Im Jahr 1869 wurde der Bau der Eisenbahnlinie Odessa-Krementschuk abgeschlossen und der Bahnhof Nowoukrajinka gebaut.

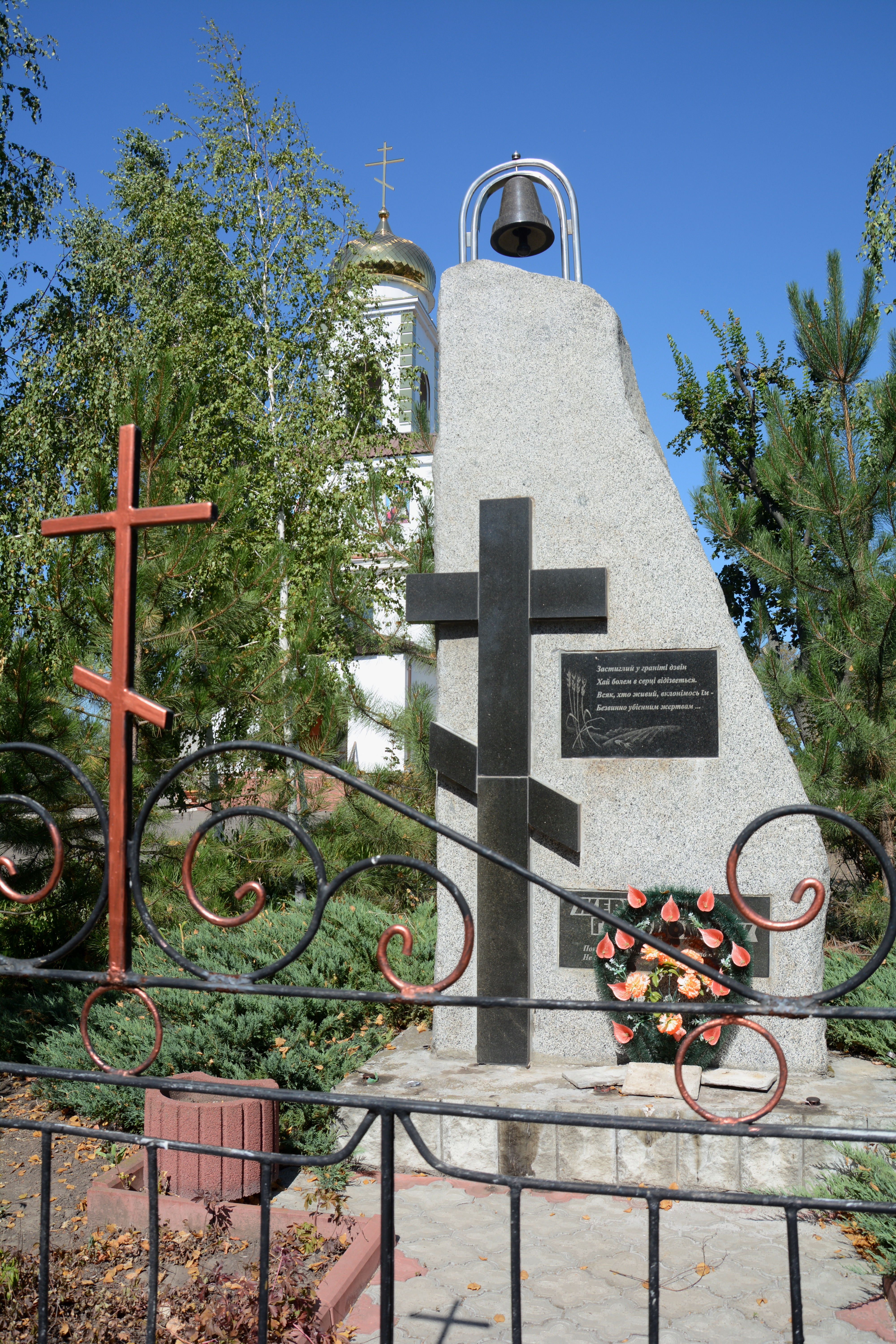
Ein Denkmal für die Opfer des Holodomor

Die genaue Zahl der Menschen, die während des Holodomors von 1932 bis 1933 starben, ist unbekannt. Zeugen schätzten jedoch, dass die Verluste des Zweiten Weltkriegs doppelt so gering waren wie die des Holodomors in Nowoukrainka.
Den Status einer Stadt hat sie seit 1938.
Vom 2. August 1941 bis 17. März 1944 war die Stadt von deutschen Truppen besetzt.
Im Jahr 1974 hatte sie 21.000 Einwohner.

## Verwaltungsgliederung
Am 20. Oktober 2015 wurde die Stadt zum Zentrum der neugegründeten Stadtgemeinde Nowoukrajinka (Новоукраїнська міська громада/Nowoukrajinska miska hromada). Zu dieser zählten 11 in der untenstehenden Tabelle aufgelisteten Dörfer, bis dahin bildete sie zusammen mit den Dörfern Jabluniwka, Nowooleksandriwka und Swiriwka die gleichnamige Stadtratsgemeinde Nowoukrajinka (Новоукраїнська міська рада/Nowoukrajinska miska rada) im Westen des Rajons Nowoukrajinka.
Am 12. Juni 2020 kamen noch die 4 Dörfer Daleke, Furmaniwka, Sachariwka und Schtschaslywka zum Gemeindegebiet.
Folgende Orte sind neben dem Hauptort Nowoukrajinka Teil der Gemeinde:
| Name                     |                   |                                       |
| ukrainisch transkribiert | ukrainisch        | russisch                              |
| ------------------------ | ----------------- | ------------------------------------- |
| Arepiwka                 | Арепівка          | Ареповка (Arepowka)                   |
| Daleke                   | Далеке            | Далёкое (Daljokoje)                   |
| Furmaniwka               | Фурманівка        | Фурмановка (Bogdanowka)               |
| Jabluniwka               | Яблунівка         | Яблоновка (Jablonowka)                |
| Jehoriwka                | Єгорівка          | Егоровка (Jegorowka)                  |
| Kamjanyj Mist            | Кам’яний Міст     | Каменный Мост (Kamenny Most)          |
| Marjanopil               | Мар’янопіль       | Марьянополь (Marjanopol)              |
| Nowooleksandriwka        | Новоолександрівка | Новоалександровка (Nowoaleksandrowka) |
| Sachariwka               | Захарівка         | Захаровка (Sacharowka)                |
| Schid                    | Схід              | Схид                                  |
| Schtschaslywka           | Щасливка          | Счастливка (Stschastliwka)            |
| Sotnyzka Balka           | Сотницька Балка   | Сотницкая Балка (Sotnizkaja Balka)    |
| Swiriwka                 | Звірівка          | Зверевка (Swerewka)                   |
| Uljaniwka                | Улянівка          | Ульяновка (Uljanowka)                 |
| Woroniwka                | Воронівка         | Вороновка (Woronowka)                 |

## Bevölkerung
Im Jahr 1857 lebten hier 6.346 Einwohner. Im Jahr 1989 lebten hier 20.675 Menschen. Im Jahr 2013 lebten hier 17.741 Einwohner.
| 1923   | 1926   | 1939   | 1959   | 1970   | 1979   | 1989   | 2001   | 2016   |
| ------ | ------ | ------ | ------ | ------ | ------ | ------ | ------ | ------ |
| 12.783 | 16.386 | 15.622 | 16.921 | 19.554 | 20.276 | 20.675 | 19.353 | 17.151 |

Quelle:

## Söhne und Töchter der Stadt
- Nina Jemeljanowa (1912–1998), sowjetische bzw. russische Pianistin, Musikpädagogin und Hochschullehrerln